# Man Mohan Sharma
Man Mohan Sharma (* 1. Mai 1937 in Jodhpur, Rajasthan) ist ein indischer Chemieingenieur. Seine Ausbildung absolvierte er in Jodhpur, Mumbai und an der Universität Cambridge. Im Alter von 27 Jahren wurde er als Professor für Chemieingenieurwesen an das Department of Chemical Technology der Universität Mumbai berufen. Später wurde er der Direktor des MUICT.
1976 wurde er zum Mitglied der Indian National Science Academy gewählt. 1990 wurde er – als erster indischer Ingenieur überhaupt – als Mitglied in die Royal Society gewählt, die ihm 1996 die Leverhulme-Medaille „für seine Arbeit an der Dynamik mehrphasiger chemischer Reaktionen in industriellen Prozessen“ verlieh. 2001 erhielt er den zweithöchsten indischen Zivilorden, den Padma Vibhushan.